# Opera di Lipsia

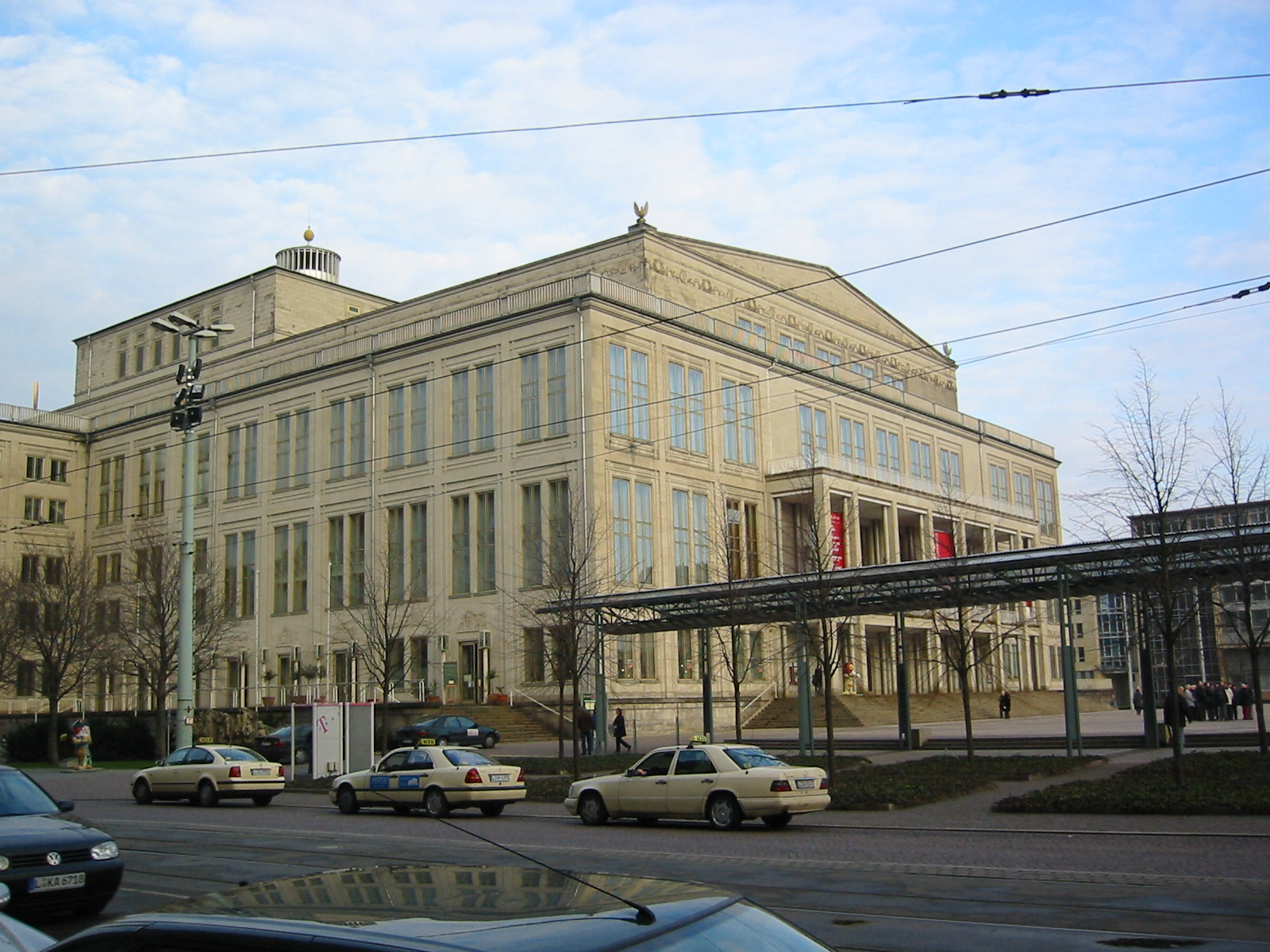
Opera di Lipsia

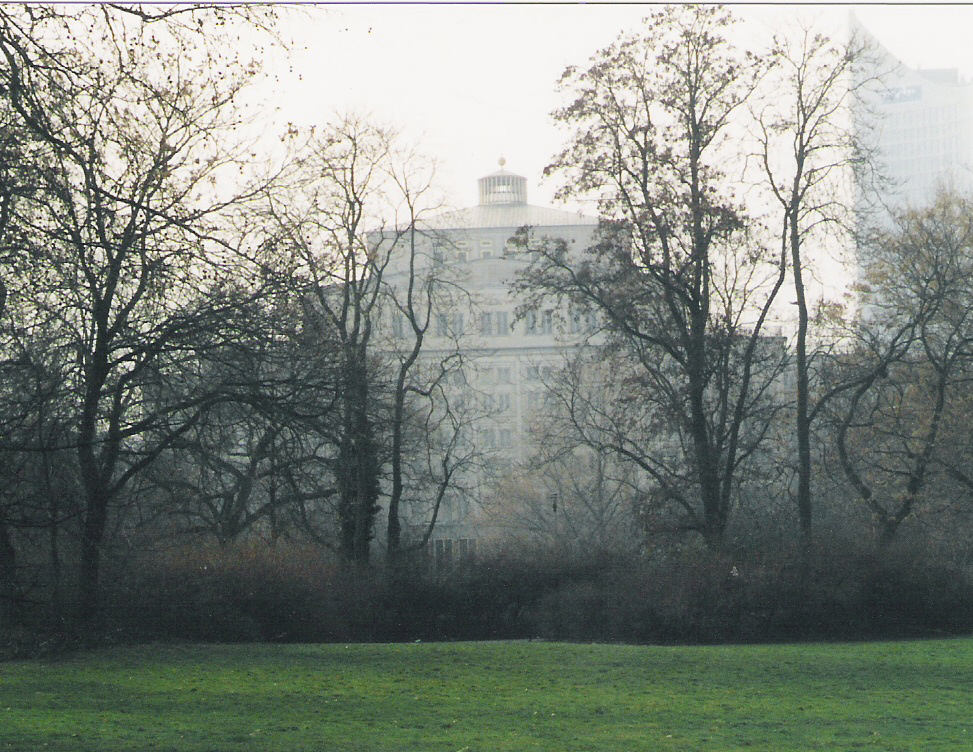
Parco di fronte all'Opera di Lipsia

L'Opera di Lipsia è un teatro d'opera sito nella città di Lipsia in Germania.

## Storia

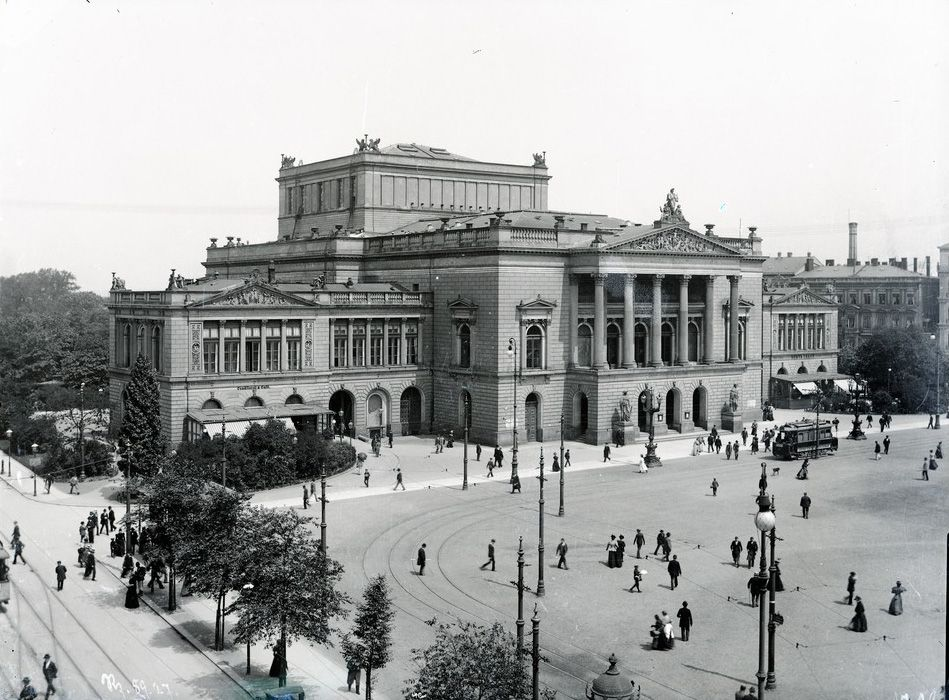
Il predecessore dell'Opera di Lipsia, il Neues Theater (Teatro Nuovo), che fu distrutto durante i raid aerei della Seconda Guerra Mondiale

Il teatro venne fondato come Opernhaus am Brühl il 18 maggio 1693 con la prima assoluta di Alceste di Nicolaus Adam Strungk, terzo teatro d'opera a sorgere in Europa dopo il Teatro San Cassiano di Venezia e l'Opera di Amburgo in Germania. L'Opera di Lipsia non ha una sua orchestra, e la Leipzig Gewandhaus Orchestra viene impiegata nella stagione operistica del teatro. Questa collaborazione data dal 1766, con l'esecuzione dello Singspiel Der Teufel ist los oder Die verwandelten Weiber di Johann Adam Hiller.
Il teatro precedente all'attuale, "Neues Theater", venne inaugurato il 28 gennaio 1868, con Jubilee Overture di Carl Maria von Weber e la ouverture per Ifigenia in Aulide di Gluck dal dramma di Goethe Ifigenia in Tauride.
Dal 1886 al 1888, Gustav Mahler fu il secondo direttore (Arthur Nikisch era stato il primo).
Durante un bombardamento aereo, nella notte del 3 dicembre 1943, il teatro venne distrutto, così come tutti gli altri teatri di Lipsia.
La costruzione del nuovo teatro ebbe inizio nel 1956 e la sua inaugurazione, con 1.682 posti, ebbe luogo l'8 ottobre 1960, con una rappresentazione de I maestri cantori di Norimberga di Wagner.

## Direttori
- Arthur Nikisch (1878)
- Gustav Mahler (1886–1888)
- Otto Lohse (1912)
- Gustav Brecher (1923)
- Paul Schmitz (1932)
- Helmut Seydelmann (1951)
- Paul Schmitz (1964)
- Lothar Zagrosek (1990–1992)
- Jiri Kout (1993)
- Mikhail Jurowski (1999)
- Riccardo Chailly (2005–2008)
- Ulf Schirmer (2009-oggi)